# Иван Вујачић
Иван Вујачић (Истанбул, 24. октобар 1953) српски је економиста и дипломата.

## Биографија
На Економском факултету у Београду је завршио студије и запослио се као асистент. На истом факултету је докторирао 1989. године и предавао предмет Савремени привредни системи. Усавршавао се на Универзитету Мичиген у Ен Арбору 1984–1985. године. Припада групи либералних економиста. Његово професионално интересовање усмерено је на питања привредног система, транзиције, приватизације и теорије привредног развоја.
Од 2002. до 2009. године био је амбасадор СР Југославије, затим Србије и Црне Горе и на крају Србије у Сједињеним Америчким Државама.
Био је савезни посланик на листи Демократске странке у периоду 1992–1996. година и шеф посланичке групе.
Члан је Центра за либерално-демократске студије.